# Uca (Tubuca) coarctata
Uca (Tubuca) coarctata is een krabbensoort uit de familie van de Ocypodidae. De wetenschappelijke naam van de soort werd in 1852 voor het eerst geldig gepubliceerd door Henri Milne-Edwards.